# Metodo di doppia falsa posizione in Fibonacci
Il metodo di doppia falsa posizione di origine indiana, noto anche come metodo elchataym, consente di affrontare problemi riconducibili ad equazioni lineari della forma {\displaystyle \,ax=b} o della forma {\displaystyle \,ax+b=c}. In questo articolo vediamo come questo metodo viene esposto nel Liber abbaci di Leonardo Fibonacci; come l'autore consideriamo solo casi con {\displaystyle \,a,b,c>0}).
A differenza del metodo di falsa posizione, o regula falsi nell'elchataym sono scelte arbitrariamente due 'false posizioni' da cui ricavare due approssimazioni distinte della condizione fissata che la soluzione esatta deve soddisfare.
Per maggiore leggibilità, come in genere si usa fare, utilizziamo il simbolismo algebrico; indichiamo con {\displaystyle fp_{1}}, {\displaystyle fp_{2}}, {\displaystyle a_{1}}, {\displaystyle a_{2}}, {\displaystyle s}, v, rispettivamente le due false posizioni, le due approssimazioni, la soluzione cercata e il valore noto della condizione che la soluzione soddisfa.
Supponiamo, senza ledere in generalità, che {\displaystyle fp_{1}<fp_{2}} e quindi {\displaystyle a_{1}<a_{2}} (essendo, nell'equazione {\displaystyle ax+b=c}, {\displaystyle a>0} per i casi
considerati).
Volendo riassumere in formule, l'elchataym è basato sulla seguente proporzione:
da cui segue, per la regola del quarto proporzionale, che 
La (1.1) può essere ricavata direttamente dalla regula falsi. 

Infatti, poiché per ogni falsa posizione si ha {\displaystyle \,a_{1}:v=fp_{1}:s\;,\;a_{2}:v=fp_{2}:s}, per le proprietà delle proporzioni, si ottiene che
e similmente
da qui, per la proprietà transitiva di rapporti uguali, si ha la (1.1).
Mostriamo come il metodo elchataym possa essere applicato alla risoluzione di equazioni del tipo {\displaystyle ax=b}, riconsiderando come esempio il problema dell'albero, cioè l'equazione {\displaystyle (7/12)h=21}. 
Se scegliamo {\displaystyle {fp}_{1}=h=12} come prima falsa posizione, la prima approssimazione risulta essere {\displaystyle a_{1}=(7/12)12=7}, da cui segue il primo errore {\displaystyle e_{1}=b-a_{1}=21-7=14} .
Dalla seconda falsa posizione {\displaystyle fp_{2}=h=24} segue invece {\displaystyle a_{2}=(7/12)24=14}, e il secondo errore {\displaystyle e_{2}=b-a_{2}=21-14=7} .
Osserviamo che, aumentando di 12 la falsa posizione, nel passare da {\displaystyle fp_{1}} a {\displaystyle fp_{2}}, per linearità dell'equazione, l'errore diminuisce per un fattore 7 da {\displaystyle e_{1}} a {\displaystyle e_{2}}.
Ci chiediamo di quanto occorre aumentare {\displaystyle fp_{2}} per ottenere la soluzione e ridurre così {\displaystyle e_{2}} a zero. In altre parole, vogliamo determinare {\displaystyle \,(s-fp_{2})} che soddisfi 
Basta applicare la regola del quarto proporzionale per ricavare 
Si noti che la (1.3) è la proporzione (1.2) applicata all'esempio considerato, in quanto {\displaystyle \,a_{2}-a_{1}=(v-a_{1})-(v-a_{2})=e_{1}-e_{2}} .
Fissate arbitrariamente due false posizioni, indichiamo con {\displaystyle e_{1}}, {\displaystyle e_{2}} gli errori che si ottengono come differenza fra il valore noto v e le rispettive approssimazioni (vale a dire {\displaystyle e_{1}=v-a_{1}}, {\displaystyle e_{2}=v-a_{2}}); la relazione (1.2) può essere riscritta come
oppure come
Quest'ultima espressione rappresenta in formula una variazione del metodo elchataym, ovvero quello che Fibonacci presenta come metodo di ‘aumento e diminuzione'. Osserviamo che, a seconda della scelta di {\displaystyle fp_{1}} e {\displaystyle fp_{2}}, {\displaystyle e_{1}} ed {\displaystyle e_{2}} possono essere errori per eccesso o per difetto, cioè, algebricamente {\displaystyle e_{1}}, {\displaystyle e_{2}} possono essere rispettivamente quantità negative o positive.
Questo non crea alcun problema dal punto di vista algebrico. Le formule (1.4), (1.5) hanno validità generale se consideriamo {\displaystyle e_{1}}, {\displaystyle e_{2}} con i loro rispettivi segni. È importante tuttavia sottolineare che Fibonacci nel Liber abbaci lavora unicamente con numeri positivi (anche nei primi capitoli, introducendo l'operazione di sottrazione, tratta solo differenze positive tra un numero ed un secondo minore); gli errori di approssimazione sono considerati solo come quantità positive e rappresentano, a seconda della scelta delle false posizioni, l'eccesso o il difetto dell'approssimazione rispetto al valore noto.
Per questo motivo, nella trattazione dell'elchataym, fissate le false posizioni {\displaystyle fp_{1}}, {\displaystyle fp_{2}}, Fibonacci distingue tre casi:
1. entrambi gli errori sono per difetto (in simboli {\displaystyle e_{1},e_{2}>0}; quando  {\displaystyle fp_{1},fp_{2}<s})
2. entrambi gli errori sono per eccesso (in simboli {\displaystyle e_{1},e_{2}<0}; quando  {\displaystyle fp_{1},fp_{2}>s})
3. un errore è per difetto e l'altro per eccesso (in simboli {\displaystyle e_{1}>0,~e_{2}<0}; quando  {\displaystyle fp_{1}<s<fp_{2}})

Tale distinzione assume maggior rilevanza quando viene introdotto il metodo di 'aumento e diminuzione'.
Mostriamo come quest'ultimo possa essere dedotto dall'elchataym, lavorando, come proposto da Fibonacci, con dei segmenti.
Distinguendo i tre casi precedenti, sia {\displaystyle .ab.} (indichiamo i segmenti con la notazione usata nella traduzione in lingua inglese del Liber abbaci curata da Laurence E. Sigler) la soluzione esatta di un qualunque problema risolvibile con il metodo di doppia falsa posizione.
Caso 1. {\displaystyle fp_{1},fp_{2}<s}
Siano {\displaystyle .ag.} e {\displaystyle .ad.} la prima e la seconda falsa posizione, e siano {\displaystyle .ez.} e {\displaystyle .iz.} come in figura (1.1) gli errori d'approssimazione corrispondenti.
Poiché {\displaystyle .ei.=e_{1}-e_{2}} e {\displaystyle .gd.=fp_{2}-fp_{1}}, applicando la proporzione (1.1), 
da cui segue {\displaystyle .db..ei.=.gd..iz.}. Allora:
cioè
Caso 2. {\displaystyle fp_{1},fp_{2}>s\;}
Sia {\displaystyle .af.} la prima falsa posizione e {\displaystyle .ae.} sia la seconda. Siano {\displaystyle .gi.} e {\displaystyle .gk.} il primo e il secondo errore di approssimazione.
Poiché è possibile applicare l'elchataym, deve valere che 
da cui si ha {\displaystyle .ef..gk.=.ki..be.}
Allora:
cioè
Caso 3. {\displaystyle fp_{1}<s<fp_{2}\;}
Siano {\displaystyle .ag.}, {\displaystyle .ad.}, {\displaystyle .ez.}, {\displaystyle .zi.}, rispettivamente la prima e la seconda falsa posizione e il primo e il secondo errore di approssimazione, come in figura. 
Osserviamo che in questo caso, per il metodo "elchataym", deve valere la seguente proporzione
ove {\displaystyle .ei.} è la somma dei due errori (il primo per difetto, il secondo per eccesso); analogamente, se si considera {\displaystyle (s-fp_{1})}, 
da cui si ricava che {\displaystyle .ez..gd.=.gb..ei.}. 
Allora
cioè vale effettivamente
Come abbiamo visto, anche il metodo elchataym, come la regula falsi, è basato solo su un argomento di proporzione (vale a dire la (1.1)). 
L'elchataym può inoltre essere utilizzato per la risoluzione di problemi riconducibili ad equazioni lineari della forma 
come procedimento alternativo alla risoluzione algebrica diretta dell'equazione. 
Se infatti consideriamo due false posizioni {\displaystyle x_{1}}, {\displaystyle x_{2}} e le sostituiamo nella (1.12), ottenendo così le due approssimazioni {\displaystyle c_{1}=ax_{1}+b}, {\displaystyle c_{2}=ax_{2}+b}, osserviamo che {\displaystyle c_{2}-c_{1}=a(x_{2}-x_{1})}, cioè {\displaystyle a=(c_{2}-c_{1})/(x_{2}-x_{1})} e {\displaystyle b=c_{2}-x_{2}(c_{2}-c_{1})/(x_{2}-x_{1})}. 
Riportando nella (1.12) i valori trovati per a e b, segue che
del tutto analoga alla (1.2).

## Rappresentazione grafica del metodo elchataym
L'applicazione del metodo elchataym per la risoluzione dell'eq. (1.12) può essere rappresentata graficamente con gli strumenti della geometria analitica.
Tracciamo il grafico della retta {\displaystyle y=ax+b} (prendiamo in esame solo il caso {\displaystyle a,b>0} e consideriamo per comodità solo i punti di ascissa x positiva); vogliamo determinare il valore esatto {\displaystyle x=s} tale che {\displaystyle as+b=c}, con c fissato.
Scelte arbitrariamente le due false posizioni {\displaystyle x_{1}}, {\displaystyle x_{2}} e calcolate le rispettive approssimazioni, ovvero le corrispondenti ordinate {\displaystyle c_{1}=y(x_{1})}, {\displaystyle c_{2}=y(x_{2})}, distinguiamo i tre casi:
1. se {\displaystyle x_{1}<x_{2}<s}
2. se {\displaystyle s<x_{1}<x_{2}}
3. se {\displaystyle x_{1}<s<x_{2}}

Consideriamo il caso 1.
Come si può vedere dalla figura, poiché il segmento BE è parallelo al segmento AF e BC è parallelo a DF, i triangoli ABC e BDE hanno angoli congruenti e quindi sono simili. Questo implica che 
da cui segue 
che coincide con la (1.2), in quanto  
Nel caso 2. consideriamo invece la similitudine tra i triangoli BDE e ADF.
Poiché i lati corrispondenti sono in proporzione,
da cui si ricava 
che coincide con la (1.2), poiché 
La proporzione 
giustifica anche il caso 3. in cui una falsa posizione è maggiore e l'altra minore della soluzione esatta s.
Dalla figura si può ricavare 
che coincide con l'espressione (1.2), in quanto 